# Меннониты в России
Меннониты в России (плат. нем. Menniste, Dietsche) — этноконфессиональная группа анабаптистов, преимущественно немцев, появившаяся в Российской империи в 1789 году, когда императрица Екатерина II для защиты от притеснений этой религиозной группы от властей немецких государств Германо-римской империи выделила им малозаселённые  земли Новороссии. В 1854 году появились колонии меннонитов в Поволжье. К настоящему времени практически слились с русскими баптистами.
Традиционно, говорят на немецко-платском диалекте (платдойч).

## Разделение на церковных и братских

Карта местности части Хортицкого округа, колонии Эйнлаге (Кичкас) и другие, Кичкаская переправа, конец «Волчьего Горла». Русло Днепра делится островом Хортица на две части: Новый и Старый Днепр (старые названия «Днепр» и «Речище» соответственно), 1860 год.

С 1860 года в среде меннонитов в России под влиянием немецких баптистских проповедников (в том числе И. Онкена) возникло движение, получившее наименование «братских меннонитов» (в противовес не примкнувшим, именовавшимся «церковными меннонитами»). Одной из причин разделения стало отношение к крещению. Братские меннониты подчёркивали необходимость строго сознательного крещения по вере. Также они настаивали на том, чтобы при исполнении крещения оно совершалось полным погружением, в отличие от ранее практикуемого «крещения обливанием».
Именно братские меннониты оказали заметное влияние на формирование баптизма (в разных его проявлениях — штундизме, евангелическом христианстве и, собственно, баптизме в узком смысле) среди русскоязычных жителей империи. 
Разница между братскими меннонитами и баптистами заключалась в отношении к воинской службе и государству: братские меннониты продолжали оставаться пацифистами (военную службу они могли пройти санитарами, в пожарных командах и т. п.), в то время как баптисты, в большинстве, считали обязанностью службу с оружием в руках и подчинение государству в вопросах, не связанных с верой. Также баптисты более терпимо относились к различным мнениям в этих вопросах.

## Меннониты в Новороссии

### Первый (Хортицкий) меннонитский округ
Первой родиной меннонитов из Пруссии в Российской Империи стала Хортицкая волость Екатеринославской губернии, территория современной Украины. Сюда приехали 228 семейств из Пруссии. Им была обещана свобода вероисповедания и свобода от военной службы, дана льгота от податей на 10 лет, и каждому семейству отведено по 65 десятин земли, а также дано по 500 рублей на проезд и обзаведение. В свою очередь меннониты обязывались давать на общем основании квартиры и подводы для проходящих через их селения войск, содержать в исправности дороги и мосты и платить поземельную подать по 15 копеек с десятины удобной земли. Вновь прибывшие в 1793—1796 гг. 118 семейств частью расселились в существовавших уже колониях, частью в новых, в уездах Александровском и Новомосковском.
В районе Хортицы возникли меннонитские колонии Кронсвейде, Нейенбург, Нейендорф, Розенталь, Шенвизе (современная территория Запорожского автомобильного завода), Шенгорст, Эйнлаге.

### Второй (Молочанский) меннонитский округ
Однако колонии меннонитов были далеки от процветания. Контениус в 1799 сообщает, что они терпят лишения от частых неурожаев, каменистой почвы и падежа скота во время суровых зим. Ввиду этого правительство переселило в 1800 г. 150 семейств на Молочные воды (Мелитопольского уезда Таврической губернии, ныне — южные части Запорожской и Херсонской областей Украины), дав им до 120 тыс. десятин, а Хортицкий округ (до 35 тыс. десятин) предоставило в распоряжение оставшихся колонистов, частью как надел, частью в виде запаса на прибылое население, с уплатой в казну 21/2 коп. за десятину. В том же году меннонитам было дозволено варить пиво и мёд, делать хлебное вино, как для собственного употребления, так и для продажи, а посторонним «навсегда» воспрещено иметь в их колониях харчевни, питейные дома и шинки. На Молочне также шёл рост колоний. Из Пруссии приезжали сюда нередко весьма состоятельные люди, вследствие чего Молочанский округ стал главным центром хозяйственной и умственной интеллигенции меннонитов. За период с 1828 по 1866 г. здесь возникло 18 новых колоний на запасных землях. В короткое сравнительно время пустынная местность Молочанского округа наполнилась рощами плодовых тутовых и лесных деревьев, богатыми нивами и стадами отличной породы скота.
Все земли находились обыкновенно в вечно-потомственном владении целой колонии, без права отчуждения в посторонние руки. Распределялись они по угодьям и подворно или посемейно, без дробления. Двор переходил в единоличное пользование к одному из сыновей, признанному способным продолжать хозяйство, или к лицу из того же общества, купившему его с аукциона. Это повело, с одной стороны, к скоплению в одних руках обширных участков, с другой — к увеличению числа безземельных. О них впервые позаботился И. И. Корнис, бывший председателем молочанской комиссии сельского хозяйства. Он пытался устроить в 1841 г. торгово-промышленную колонию для безземельных, но успел поместить только 30 семейств; в 1866 г. правительством была закрыта сама комиссия. Между тем общественная экономическая неурядица росла; особенно жесток был раздор между хозяевами и безземельными Молочанского округа.
В конце XVIII столетия близ с. Новониколаевки, в верховьях р. Тащенак была основана колония меннонитов
До 1820 году колонизация меннонитов распространялась почти исключительно пришельцами из-за границы; за это время число колоний увеличилось в Молочанском округе до 40, а в Хортицком — до 18. С 1820 г. впуск в Россию иностранных поселенцев был приостановлен.

### Третий меннонитский округ

Карта немецких поселений вблизи Александровска, 1914 год.

Около 1835 года Хортицкий округ, вследствие увеличившегося населения, стал нуждаться в земле; ему отвели новый участок в 9492 десятины в Александровском уезде, и в течение 1836—1852 гг. 145 молодых семейств устроили 5 новых колоний, которые в 1852 г. были окончательно отделены от хортицкого окружного управления и образовали третий меннонитский округ, названный Мариупольским.

## Меннониты в Поволжье

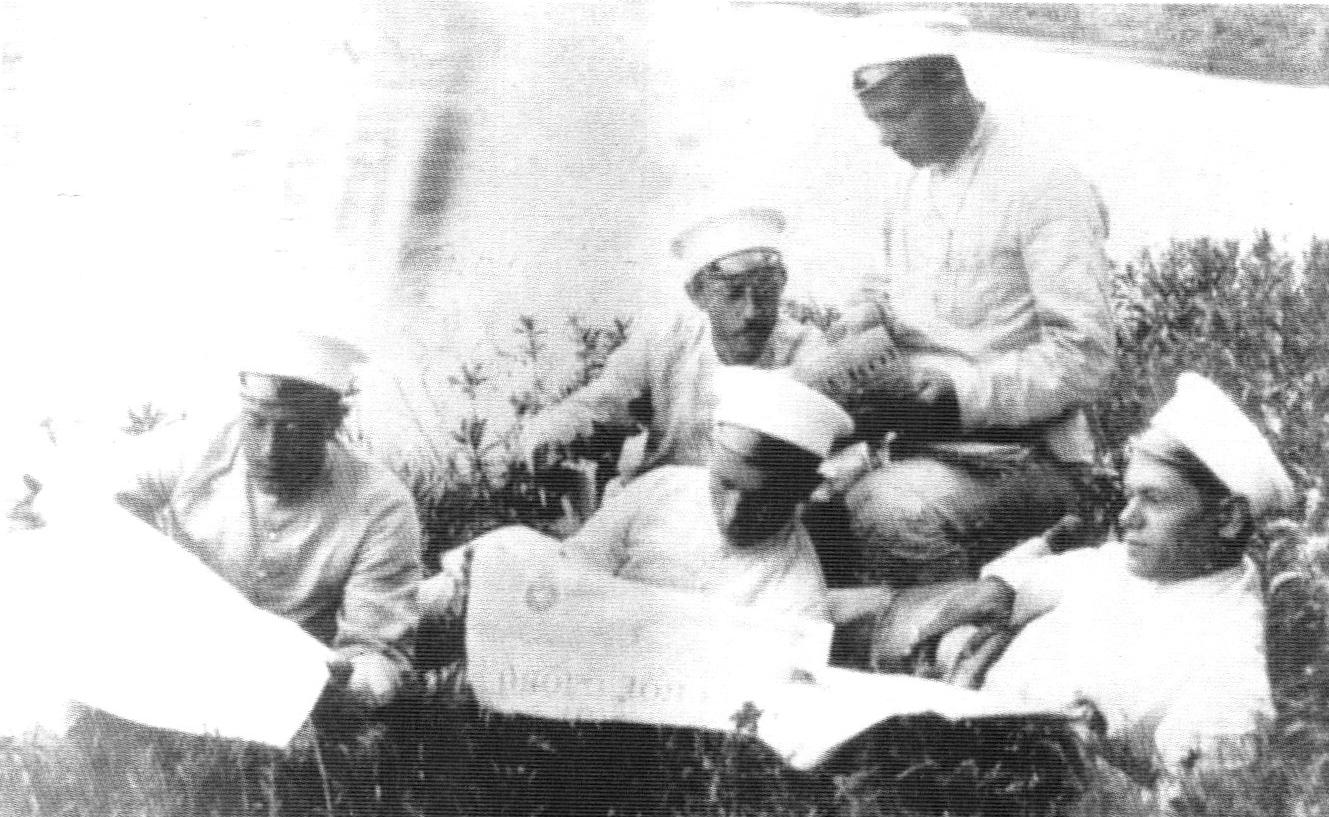
Меннониты на альтернативной службе в Российской империи, 1907 год.

В Поволжье меннониты поселились во второй половине XIX века в результате переселения из Пруссии. В 1853 году была достигнута договоренность между представителями меннонитов и российского правительства о компактном поселении 100 семей на свободных землях левобережья Волги. Меннонитам были предоставлены существенные льготы: на каждую семью выделялось по 65 десятин удобной земли, меннониты освобождались от всех платежей и повинностей на 3 года с момента их прибытия на место поселения. Договором закреплялось освобождение поселенцев от несения воинской повинности на 20 лет. По истечении этого срока предусматривалось сохранения права не служить в армии, но за каждого предполагаемого рекрута колония должна была выплачивать по 300 рублей. Первые семьи начали прибывать в Россию с апреля 1854 года. Первоначально они останавливались у своих единоверцев в колониях на реке Молочная на территории современной Украины. Межевание первых двух колоний в Новоузенском уезде Самарской губернии – Гансау и Кёппенталь произошло к осени 1854 года. На Волгу (в колонию Варенбург) первые меннониты прибыли 14 января 1855 года. В две другие колонии, Линденау и Фрезенгейм, переселенцы прибывали в 1857–61 годах. Вскоре выделенные земли были заселены.
В 1861 году Министерство государственных имуществ дало согласие на выделение с 1862 года дополнительно 10680 десятин земли для поселения еще 160 семей. Меннонитам были выделены территории к востоку от первых колоний на продолжении бывшего солевозного тракта. Колониям Остенфельд и Меденталь определены были целинные земли, а колониям Гогендорф, Лизандерге, Орлов и Валуевка выделялись уже обрабатываемые. Из 10 меннонитских колоний составилась Малышинская волость. 
Меннонитам также были предоставлены земли и в Самарском уезде. В 1858 году первые 15 семей основали поселение Александрталь (названное в честь императора Александра II), ставшее центром одноименной волости. К 1868 году возникли 9 новых поселений: Нейгофнунг (1862); Мариенталь, Гротсфельд, Муравьёв (1863); Орлов, Мариенау, Линденау (1866); Либенталь (1867) и Шёнау (1868). К 1870 году заселение колоний было в основном завершено. В 1881 году в самарских меннонитских колониях проживало 689 человек, в 1900 – 1313 человек.

## Меннониты в Оренбургской губернии
В 1891—92 годах немецкими меннонитами, которые пришли из Молочанского меннонитского округа с побережья Азовского моря в Оренбургской губернии были основаны двенадцать селений: 
Каменец, 
Плешаново, 
Красиково, 
Калтан, 
Луговск, 
Подольск, 
Донской, 
Долинск, 
Юговка, 
Клинок, 
Кутерля, 
Богомазово. 
Несмотря на первоначальные экономические трудности, эти колонии процветали к началу Первой мировой войны. К 1917 году насчитывалось 14 деревень и девять поместий с общей сложности 32,600 тыс. гектаров, с населением 3670 человек.

## Меннониты на Кавказе
В 1855 г. в колонии Эйнлаге (Хортицкого округа) появились сектанты — Hupfer’ы, державшиеся буквы Святого Писания, и вскоре после того — «иерусалимские братья» — прогрессисты. Первые в 1860 г. образовали особую церковную общину и отвергли власть конвента, ведавшего делами духовного призрения и церковного благочиния. Отлучённые за это конвентом от церкви, они составили, вместе с иерусалимскими братьями, главный контингент меннонитов, выселившихся на Кавказ в 1864—66 гг. (в числе 200 с лишним семейств). Известной северокавказской колонией меннонитов был Александродар.

## Эмиграция меннонитов из России
Когда в 1874 году все колонисты в России были признаны подлежащими воинской повинности, это было истолковано меннонитами как требование, несогласное с их религиозными убеждениями; значительная их часть решилась выселиться из России. Из одной Таврической губернии переселилось в Америку до 1876 г. около 900 меннонитских семейств и почти столько же — из Екатеринославской. Так, например, из Самарской губернии с 1880 по 1889 г. выселилось всего 71 семейство (390 душ обоих полов): 46 семейств в Хиву, где часть получила от хана 4-десятинный надел, а часть определилась в столяры, плотники и т. п.; 10 семейств — в Сыр-Дарьинскую область, где они основали 4 колонии, получив по 15 десятин на душу и правительственную ссуду на устройство школ и общественных мельниц; 13 семейств — в США (штаты Небраска и Арканзас), 1 семейство — в Оренбург, 1 семейство — в Омск.

## Состояние колоний на рубеже XIX—XX веков

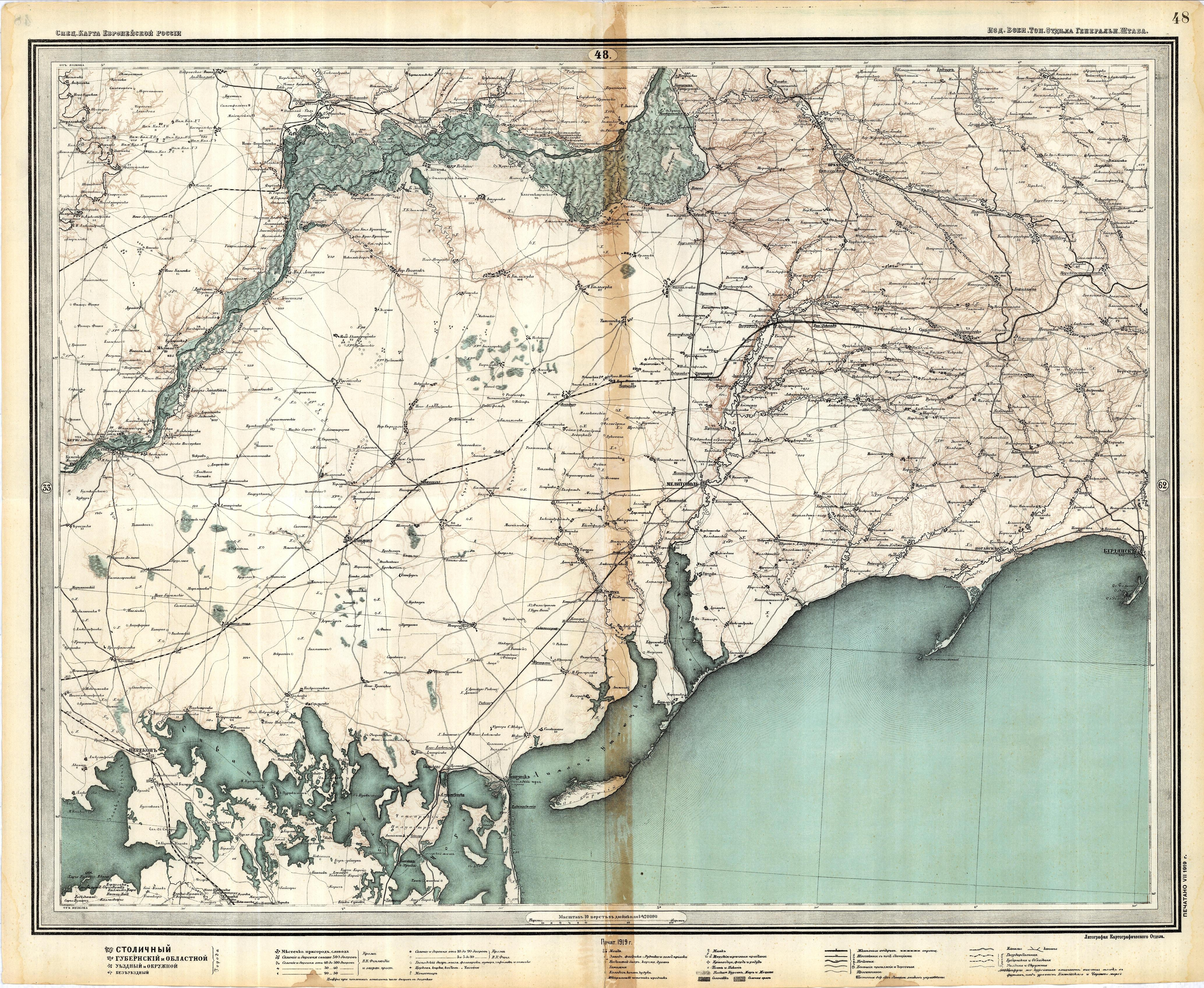
Колонии меннонитов.

На рубеже XIX—XX веков в России насчитывалось около 50 000 меннонитов. Проживали они в губерниях: Екатеринославской (уездах Александровском, Екатеринославском и Мариупольском) — 51 колония, Таврической — 57 колоний, Херсонской — 16 колоний, Самарской — 18 колоний и на Кавказе — около 20 колоний. Колонии располагались посёлками в 16—20 домов, один от другого в 2—5 верстах.
Крупнейшие колонии меннонитов в дореволюционной России:
- Гальбштадт (около 1000 жителей), Молочанского округа;
- Эйнлаге (около 900 жителей) и Шенгорст (около 1500 жителей) — Хортицкого;
- Шенталь (около 700 жителей) — Мариупольского;
- Кеппенталь и Гансау — Николаевского округа (Новоузенского уезда, Самарской губернии).

Три новороссийских округа — Молочанский, Хортицкий и Мариупольский — образовывали «Новороссийское братство меннонитов», составляющее страховое от огня общество, санкционированное в 1867 г. Много общин меннонитов было в Западной Сибири.

### Экономика
Меннониты занимались преимущественно земледелием. Меннониты владели до революции около 300 000 десятинами земли. По владению землёй они делились на хозяев (полных — не менее 65 десятин, половинных и четвертных), малоусадебников (до 1/2 десятины, без полевого надела) и безземельных. Число батраков росло и в некоторых местах достигало 20 % (Самарская губерния). Подушные сборы раскладываются сельским сходом одинаково на всех рабочих обоих полов от 14 до 60 лет (с 1867 г.). Поземельную подать, разные сборы и натуральные повинности хозяева несут сообразно с наделом (после 1862 г. — по 52/3 коп. с десятины). С величиной подворного участка соизмеряется и выгон. Последнее часто ведётся более или менее усовершенствованными орудиями, по 4—5-польной системе, причём посевы чередуются (например, в Самарской губернии) так: пар, рожь, пшеница (составляющая главный предмет торговли), овёс и ячмень; редко просо и ещё реже горох. Средним числом хлебов получается на надельный двор (в Самарской и Екатеринославской губерниях) до 2000 пудов.
После земледелия у меннонитов было развито скотоводство и преимущественно овцеводство (улучшенные породы); более всего в Молочанском округе, где в 1889 г. было до 10000 лошадей, более 15000 голов рогатого скота (лучших пород) и около 20000 овец. Живя большей частью в безлесной местности, меннониты издавна занимались разведением деревьев: фруктовых, тутовых и лесных; в одном Молочанском округе имелось свыше 31,2 млн тутовых деревьев; развито также шелководство и табаководство.
Развивалось предпринимательство. Меннониты основывали заводы (винокуренные, суконные, кирпичные, черепичные и др.), фабрики и мельницы. Многие мастерские по производству земледельческих орудий со временем выросли в машиностроительные заводы (например, мастерская первого меннонита-предпринимателя Питера Леппа выросла в завод Леппа и Вальмана; кузница Абрагама Копа выросла в завод Копа, ставший в 1923 году ядром при образовании завода «Коммунар»). Самым промышленно развитым был Молочанский округ.

### Отношения с государством
Все дела меннонитов, превышающие власть губернатора, восходят на имя министра внутренних дел и рассматриваются в департаменте иностранных исповеданий. Дела о построении новых молитвенных домов решаются губернатором по сношению с местным епархиальным архиереем, а в случае их разногласия — министром внутренних дел, по сношению с синодальным обер-прокурором.
На «духовных старшин» возложена обязанность вести метрическую запись «крещаемых» (взрослых); другие части метрики — о бракосочетавшихся и умерших — ведутся или ими же, или же «сельскими приказами» колоний, для каждой колонии отдельно; из этих отдельных записей в южных губерниях составляется общая метрика для целого поселенческого меннонитского округа.
По уставу воинской повинности 1874 г. (ст. 157) меннониты освобождены от ношения оружия и потому не назначаются в войска, а отбывают обязательные (общие) сроки службы в мастерских морского ведомства, в пожарных командах и в особых подвижных командах лесного ведомства. Льгота эта распространяется, впрочем, лишь на тех, которые присоединились к меннонитам или прибыли из-за границы до 1 января 1874 г.
В 1884 году часть меннонитов приняла активное участие в организации Союза русских баптистов и даже возглавляли его на первых порах — первым председателем Союза стал меннонит Иоганн Вилер.

## В СССР
В 1920-е годы значительная часть меннонитских поселений была включена в состав немецких национальных территориально-административных единиц — Молочанского (1924 год) и Высокопольского (1926 год) национальных районов в УССР, Автономной республики немцев Поволжья (1918 год), Гальбштадского района (1927 год) в РСФСР. Также меннонитские поселения образовали много немецких национальных сельских советов на Украине, в Сибири и Средней Азии.
В 1920-е годы государством сначала проводилась достаточно терпимая политика по отношению к мелким конфессиональным группам, что было направлено на ослабление влияния основных конфессий. Поэтому меннониты могли действовать даже более активно, чем до революции. Однако затем антирелигиозная политика властей, а также нерешенность земельного вопроса побуждали меннонитов эмигрировать. С 1923 года по 1929 год СССР покинули свыше 12 тыс. меннонитов. Затем, в 1929-30 годах, коллективизация вызвала новую волну эмиграции меннонитов. Однако покинуть СССР смогли лишь около 6 тыс. человек, уехавших в Бразилию, Парагвай и Канаду. Многие из тех меннонитов, кто приехал в Москву, пытаясь получить разрешение на эмиграцию, были принудительно возвращены на прежние места проживания. На Алтае из-за религиозных притеснений, насильственной коллективизации и запрета эмиграции в июле 1930 года меннониты подняли восстание, которое вскоре было подавлено.
1930-40-е годы были временем тотальных репрессий, их жертвами стали до 20% взрослого населения меннонитских общин (в основном мужчины).
Во время Великой Отечественной войны меннониты, как и прочие советские немцы, подверглись депортации. Депортация затронула до 20 тыс. меннонитов. На оккупированной вермахтом территории произошло оживление религиозной жизни оставшихся там меннонитов. Осенью 1943 г. — весной 1944 г. отступающие германские войска эвакуировали большую часть меннонитов Украины в Вартегау, многие меннониты были мобилизованы в немецкую армию. После окончания войны 12 тыс. меннонитов выехало в Канаду и Южную Америку, а большинство остальных было принудительно репатриировано в СССР и направлено на принудительные работы и в места проживания депортированного немецкого населения, в основном, в Душанбе.
В 1963 году меннониты СССР вошли в состав Всесоюзного совета евангельских христиан-баптистов (ВСЕХБ). В начале 1970-х в Союзе состояло 30 тыс. меннонитов. Меннонитам разрешили совершать богослужения на немецком языке. С 1967 года меннониты получили право автономно регистрировать свои общины как меннонитские.

## Современность
После крушения советской власти произошел ещё один бурный всплеск эмиграции, приведший к резкому сокращению численности к тому моменту и так уже немногочисленных меннонитов. Однако в конце 1990-х годов в Оренбургской области произошло возрождение меннонитства, поскольку сюда переселилось несколько десятков семей немцев-меннонитов из Казахстана и Средней Азии. В 1997 году в Оренбургской области начала действовать организованная германскими и канадскими меннонитами миссия «Надежда», которую возглавил Ганс Берген, гражданин Германии, по происхождению российский меннонит.
К 2001 году была основана организация «Объединение меннонитских церквей Оренбуржья». Центр этого меннонитского союза находится в селе Кичкасс Переволоцкого района. С 2000 года в богослужении начали переходить на русский язык, а в 2003 их возглавил русский пастор Петр Николаевич Чернышев. К началу 2005 года ОМЦО насчитывает 8 зарегистрированных общин, имеющих своих пасторов. Первоначальное духовное образование получают в Библейской заочной школе «Еммаус», в которой учатся более 120 человек. В общинах функционируют воскресные школы. С 2002 по 2009 годы функционировал летний христианский лагерь близ села Претория Переволоцкого района, закрытый в связи с несоблюдением правил пожарной безопасности. Лагерь был перенесён в здание общины в Оренбурге.
Различие с баптистами у современных российских меннонитов практически стёрто.
Во Всероссийских переписях 2010 и 2021 гг. меннониты выделялись как этническая группа в составе немцев. По Всероссийской переписи населения 2020—2021 года всего пять человек указали свою национальность как «меннонит». Большинство российских меннонитов в переписях указывают немецкую национальность. Всего в Сибири, по оценкам лингвиста Екатерины Либерт, проживает 2-3 тысячи носителей немецко-платского диалекта, все они потомки меннонитов. Немецко-платский диалект признан исчезающим. В России платдойч поддерживается даже активнее чем в Германии, диалект изучают в детских садах и школах. По мнению этнографа Татьяны Смирновой, численность российских меннонитов в общинах может составлять 50–70 человек. 